# SL2(R)
A matematika csoportelmélet nevű ágában {\displaystyle \mathrm {SL} _{2}\mathbb {(R)} } vagy {\displaystyle \operatorname {SL} (2,\mathbb {R} )} a jele annak a speciális lineáris csoportnak, amelyet mindazok a valós elemű 2 × 2-es mátrixok alkotnak (a szorzásra nézve), amelyeknek a determinánsa 1. Tehát:
{\displaystyle {\mbox{SL}}(2,\mathbb {R} )=\left\{\left({\begin{matrix}a&b\\c&d\end{matrix}}\right):a,b,c,d\in \mathbf {R} {\mbox{ ahol }}ad-bc=1\right\}.}
Az {\displaystyle \operatorname {SL} (2,\mathbb {R} )} összefüggő, nem kompakt szimpla valós háromdimenziós Lie-csoport, mely tartalmaz minden olyan lineáris transzformációt a valós számkettesek halmazán ({\displaystyle \mathbb {R} ^{2}}), melyek megtartják az orientálható területeket. Izomorf az {\displaystyle \operatorname {Sp} (2,\mathbb {R} )} szimplektikus csoporthoz és az {\displaystyle \operatorname {SU} (1,1)} speciális unitér csoporthoz.